# 日記 (タレント)
日記（にっき、1982年12月5日 - ）は、日本のタレント、女優。旧芸名・旧姓本名は山口 日記（やまぐち にっき）。東京都目黒区出身で、現在はシンガポールに在住。JVCエンタテインメント所属。

## 来歴
- 日出女子学園高校卒業。
- 2009年7月12日、一般の会社員と結婚。
- 2010年に芸名を「山口日記」から「日記」に改名。
- 2011年、シンガポールへ移住[1]。
- 2012年2月1日に第1子男児を出産。以降、年子で6人の子を出産し、2024年12月1日、第7子の出産を報告[2]。

## 人物
- 趣味：テニス、あやとり、アリ観察 など
- 特技：手話、一輪車 など

## 出演

### TV
- 星獣戦隊ギンガマン（1998年10月、テレビ朝日） -　森本百合子役
- 王様のブランチ（2001年1月 - 9月、TBS）
- 王様のお夜食（2001年1月 - 10月、TBS）
- バックステージパス（2001年10月 - 2002年3月、BSフジ）
- 畑野スタイル（2002年4月 - 6月、テレビ東京）
- アンテナ・カフェ（2002年4月 - 2003年9月、BSジャパン）
- 桂芸能社（2002年7月 - 9月、TBS）
- みんなの挑戦物語（2002年12月 - 2005年3月、テレビ新広島）
- ラブ×デリ（2003年10月 - 2005年3月、BSジャパン）
- ミステリー民俗学者 八雲樹（2004年10月 - 2004年12月、テレビ朝日） - 川瀬美奈子役
- 人気もん!（2005年4月 - 2007年3月、テレビ新広島）
- 正しい恋愛のススメ（2005年9月 - 10月、TBS）
- 夢の扉 〜NEXT DOOR〜（TBS） ドリームナビゲーター
- アテンションプリーズ第7話（2006年5月30日、フジテレビ） - 大島恵役
- 2時っチャオ!（2007年4月 - 5月、TBS）
- 個人授業II（2007年4月、TBS）
- トライアングル
- 日立 世界・ふしぎ発見!(2008年5月3日、TBS)　ミステリーハンター
  1. 2008/05/03 第1051回『西オーストラリア　鳥たちが見た太古の絶景!』
  2. 2008/07/05 第1060回『カリブ海の宝島　奇跡の大自然　キューバ』
  3. 2008/08/02 第1064回『白夜の国フィンランド　とっておきの短い夏の過ごし方』
  4. 2008/10/04 第1071回『おひとりさまゆく!　1800年代初めてのエジプト・パックツアー!』
  5. 2009/02/21 第1089回『激湯！列島縦断3000km　東西南北端っこ温泉全制覇』
  6. 2009/04/25 第1097回『秘密の韓国　ソウル路地ウラ大紀行』
  7. 2009/07/25 第1108回『驚異の極北　グリーンランド大紀行』
  8. 2009/08/22 第1111回『世界陸上開催記念!走れば見える!ベルリンの秘密』
  9. 2010/02/06 第1132回『キウイ・ハズバンドを探せ!　愛と幸せのニュージーランド大紀行』
  10. 2010/03/20 第1138回『巨大な孤島オーストラリア　タスマニアタイガーを追え!』
  11. 2010/04/17 第1140回『謎の民クーイが明かす!　密林の大国　アンコールの新事実』
  12. 2010/07/31 第1154回『世界が注目!　中国・客家の秘伝』
  13. 2010/12/18 第1169回『密林に眠る神秘の泉へ　古代マヤ地下探検』
  14. 2011/01/22 第1172回『知られざる海洋王国エジプト　青い海を見た女王・ハトシェプスト』
  15. 2011/02/26 第1177回『進化するアジア　マレーシアの秘密』
- Dr.コパのパワースポット神社（CSスカパー・277ch「旅チャンネル」）
- news every.「特集」コーナー （2010年7月 - 日本テレビ） リポーター
- 鑑定団が3倍面白くなる!目からウロコの骨董塾（2011年、BSジャパン）リポーター

### 舞台
- 地図～朝焼けに君をつれて～（2004年3月10日 - 14日、新宿アイランドホール）

### 映画
- F (エフ)（1998年、松竹） - 江島有加（中学時代）
- GTO（2000年、東宝）

### 写真集
- 2001.8 NIKKI'S DIARY（ドリームワークス出版 撮影：吉田裕之）
- 2002.4 RAIN（バウハウス 撮影：橋本雅司）

### DVD
- FRESH STAR GALS（2001年10月26日、ジャパンアミューズテインメントエージェンシー）